# Romolo Buni
Romolo Giovanni Rafaele Buni (teilweise auch Bruni; * 18. Mai 1871 in Mailand; † 14. Mai 1939 ebenda) war ein italienischer Radrennfahrer und Sportfunktionär.

## Werdegang
Buni, dessen Großvater Fahrräder herstellte, begann im Alter von 13 Jahren mit dem Radsport.
In den 1890er Jahren war er ein erfolgreicher Bahnrennfahrer und trug den Spitznamen Il Piccolo Diavolo Nero („Der kleine schwarze Teufel“). 1893 besiegte er bei einem Wettkampf  in der Arena Civica in seiner Heimatstadt die französischen Meister Paul Médinger und Georges Cassignard. Im selben Jahr wurde er in Alessandria hinter Adolfo Ruscelli italienischer Vizemeister im Bahnsprint der Profis. Im März 1894 forderte er im Mailänder Parco Trotter einen selbsternannten „Buffalo Bill“ (in Wirklichkeit ein Doppelgänger) in einem Fahrrad-Pferde-Wettkampf heraus und verlor das dreitägige Rennen, das aus elf Prüfungen bestand.
Bei den Olympischen Spielen 1900 in Paris nahm Buni für das Königreich Italien an den Radsportwettbewerben teil und schied dabei im Bahnsprint in der ersten Rund aus.
Am 16. Januar 1902 gehörte Buni zusammen mit Gilberto Marley zu den Gründern der Unione Sportiva Milanese, die zunächst im Radsport und später auch im Fußball aktiv war, und fungierte sieben Jahre lang als Vorsitzender des Klubs. Im November 1905 gab er den Startschuss für die erste Ausgabe des Giro di Lombardia. 1907 stiftete er dem Italienischen Fußballverband Federazione Italiana del Football einen Pokal, die Coppa Romolo Buni, der an die Siegermannschaft der Prima Categoria der Jahre 1908 und 1909 vergeben wurde. 1909 wurde er, obwohl er vier Jahre lang nicht aktiv gewesen war, von Armando Cougnet eingeladen, beim ersten Giro d’Italia zu starten. Buni nahm die Einladung an und startete im Team Peugeot-Wolber, zog sich aber bereits während der zweiten Etappe aus dem Rennen zurück.
Romolo Buni starb 1939 in seiner Heimatstadt Mailand im Alter von 67 Jahren an den Folge eines Autounfalls.